# 一本木蛮
一本木 蛮（いっぽんぎ ばん、1965年1月4日 - ）は、日本の漫画家、同人作家、コスプレイヤー。日本漫画家協会常務理事、文星芸術大学非常勤講師。
神奈川県横浜市出身。既婚。父親は整形外科医の米本恭三である。愛称および自称は『蛮仔（バンチャイ）』。また、いくつかの著書等で自身が参加していたバンドの名前「Purple Mantis(パープルマンティス)」に因み、『漫帝(まんてい)』(マンティスから)と自称している事もある。ただし正確には、香港映画に夢中していた時期、チョウ・ユンファの通り名が「亜州映帝」だったことに影響を受けており、自身の同人誌のシリーズ名は「亜州漫帝」としている。
いわゆるコスプレアイドルの元祖的な存在であり、愛・地球博で開催された「世界コスプレサミット」の審査員も務めた。また日本のオタク文化を欧米へ紹介する活動も行なっている。

## 経歴
アメリカからの帰国子女である。シアトル近郊のレイク・ワシントンで1年半ほど暮らしていたことがあったちょうどバイクに魅せられたのが、このアメリカに居た頃だったという。田園調布雙葉小学校5年生の時に生物部で副部長を務め、この時に部長を務めていた1学年上の6年生が、現在の皇后雅子だった。聖心インターナショナルスクール、田園調布雙葉高等学校卒業。玉川大学農学部中退。大学中退の理由として、ヘビの研究をしたくて入学したが出来なかったからということを話していたことがある。
中学生時代より同人作家となり、一本木蛮として同人誌活動を開始。高校生時代から『うる星やつら』のラムのコスプレをたびたび披露している。1982年に『ファンロード』にて漫画家デビュー。1983年、大学入学と同時に『一本木蛮のキャンパス日記』を連載開始。
漫画家としての活動のほかにバンド、バイク、映画出演など多方面での活躍をしている。バイク好きであり、愛車はヤマハ・TZR250cc（1987年当時）など。1985年に『BANG BANG BANG』というレコードを発売している。日本漫画家協会理事、日本SF作家クラブ会員。日本SF大会やローカルコンベンションにも積極的に参加している。父親が日本でも有名な整形外科医であり、その縁で理学療法での運動療法のイラストを描いた事がある。『肩関節体操 at the Wayback Machine (archived 2015年6月19日)』や『腰痛体操 at the Wayback Machine (archived 2015年6月15日)』のリーフレットに掲載され、多数の整形外科医に配布されていたほか、総合病院などでも希望すれば無料で貰える。
同じく漫画家の秋本治、永井豪、中山蛙（中山星香の兄）、大橋薫、楠桂、島本和彦などとの親交が深い。
寺沢大介「ミスター味っ子」において、味吉陽一のライバル一馬のイラストを描き、表紙を飾った事がある。
映画『けっこう仮面3』で製作の裏方をやっており、「ラメちゃん」というラムに似た姿で出演もした。
1996年、仕事仲間を通じ、フリーランスで映像編集や作曲を手がけている藪中博章と出逢い、結婚。仲間内の二次会では声優の神谷明が司会を務め、お色直し代わりのコスプレショーも行った。
2005年8月7日、愛知県愛知郡長久手町（現・長久手市）の愛・地球博（愛知万博）・EXPOドームで行われた『世界コスプレサミット2005』に、漫画家の松本零士、アニメソング歌手の影山ヒロノブらと審査員として出演した。
2006年11月23日、早川書房より高千穂遙との共著『じてんしゃ日記』が発売。
自らの不妊治療を現在進行形で綴る手記漫画『戦え奥さん!! 不妊症ブギ』を、竹書房より発行の『本当にあったゆかいな話DX』に2009年9月号まで連載。2008年2月6日には小学館より単行本が発売された。
2008年、漫画家のちばてつやの『トモガキ』執筆を手伝い、その後も交流を深めている。
2011年5月24日より、双葉社・Web漫画アクション堂にて『同人少女JB』の無料配信が開始された。自身に重ね合わせたキャラクターによる、コミケ・オタク・コスプレイヤー黎明期が舞台のコメディ・ロマンである。一部の世代には懐かしい要素が多いほか、歴史的な見地からも読めるものとなっている。
2012年6月3日、藪中夫妻の不妊治療に密着したドキュメンタリー番組『ザ・ノンフィクション・君を待っている〜不妊治療の今〜』（フジテレビ系）が放送される。この中で、結婚4年目から10年間にわたり続けてきた不妊治療からの「卒業」が描かれた。
2014年、テレビドラマ『アオイホノオ』（7月19日 - 9月27日、テレビ東京、原作：島本和彦、監督：福田雄一）に尽力。出演者の所作指導・小道具・資料提供・関係者への協力依頼などを行う。特に小道具では準備期間が短い中で、相当量の小道具（主に原画複製物作成）などかなりの量を貢献した。
2022年、第59回日本SF大会『F-CON』において、暗黒星雲賞コスチューム部門を受賞した。
日本漫画家協会常務理事、一社ABJ理事、大手前大学建築＆芸術学部（マンガ制作専攻）教授、京都精華大学マンガ学部新世代マンガコース非常勤講師も務めている。日本SF作家クラブ会員。

## 作品リスト

### 単著
- 愛・こねくしょん（徳間書店）
- 妖怪八拳伝
- ソーサリアン　悪魔に魅入られた花（1990年、角川書店）
- サチの奇妙な航海（小学館)
- 少年最勇記コマンダーゴクウ（バンダイ出版課、サイバーコミックス連載、全1巻）
- 一本木蛮のキャンパス日記/わが青春のキャンパス日記（ラポート、ファンロード連載、計2巻）
- 勇者コジロー2（エニックス、月刊少年ガンガン連載、全3巻）
- 同人少女JB（双葉社、web漫画アクション堂連載、全4巻）
- ¡DOCTOR!（ドクトール）（UTAN連載、未単行本化）
- 戦え奥さん!!不妊症ブギ(竹書房、本当にあった愉快な話DX連載)
- まめしばコ!の、いっしょう（2019年、早川書房、全2巻）
- ジェネレーションキッズ（JICC出版局（現・宝島社）、週刊少年宝島連載、未単行本化）
- コーネン鬼×コーネン喜（2022年[11]、KADOKAWA、全1巻）
- 留学ろっく！（世界文化社、コミックカルラ連載中、既刊1巻）

### 共著
- まんがでわかるバイクライフ（1984年、集英社）神谷忠 ※共著 ISBN 4-08-781047-X
- まんがでわかるバイクライフII 蛮ちゃんサーキットに挑戦（1985年、集英社） ※神谷忠 共著 ISBN 4-08-781052-6
- 香港電影城（1995年 - 1998年、小学館） ※柚木浩らと共著、全5巻
- じてんしゃ日記（2012年、早川書房） ※高千穂遥との共著

### 写真集など
- まるまる一本木蛮（ムービック）写真集&ビデオ
- パステル･アドベンチャー（桃園書房）写真集（非コスプレ）
- 一本木蛮Dynamic CD-ROM 亜州漫帝（ガイナックス）画集&コスプレ写真CD-ROM

### ディスコグラフィー
- 25時の堕天使（1985年、キングレコード（スターチャイルドレーベル） ※LP
- Bang Bang Bang（1985年、キングレコード（スターチャイルドレーベル）） ※シングル

## 出演

### イメージアルバム
- 優&魅衣（無頼出 真理（ぶらいで まり） 役） 原作：あろひろし

### 実写オリジナルビデオ
- うらつき童子（主演、スーパー北都、中野貴雄監督、1 - 4巻）
- 電エース60（2018年7月6日、リバートップ、河崎実監督） - バンラム星人 役

### テレビ
- SUPER WEEKEND LIVE 土曜深夜族 第2部・トンガリ編（1988年4月10日 - 1989年2月5日、TBS）※レギュラー出演
- 平成名物テレビ・トンガリ編（1989年2月 - 1990年3月、TBS） ※レギュラー出演
- ザ・ノンフィクション・君を待っている〜不妊治療の今〜（2012年6月3日、フジテレビ）

### インターネット
- 声優じゃぱん! #9（2015年8月8日、ニコニコ生放送）※MC：成田童夢、ゲスト：神谷明・一本木蛮

## その他の活動
- 『ザ・ライバル「少年サンデー・少年マガジン物語」』（NHK 2009年5月5日）にて資料を提供している。

## アシスタント
- 富士原昌幸
- 島本晴海
- 環望